# Endstille
Endstille est un groupe de black metal allemand, originaire de Kiel, dans le land de Schleswig-Holstein/Aix-la-Chapelle. Le groupe est fortement influencé par la guerre pour leurs paroles ainsi que pour leurs couvertures.

## Biographie
Endstille est formé en 2000 par Wachtgels (guitariste), Mayhemic Destructor (batteur), Iblis (chanteur) et Cruor (bassiste) dans la ville de Kiel,. Wachtfels et Mayhemic Destructor étaient auparavant membres d'un groupe local appelé Tauthr, et Iblis et Cruor d'un groupe appelé Octoria. Mayhemic Destructor était aussi membre  d'un groupe de rock et blues appelé Overdrive Sensation, sous le nom de Mayhemic Sensation.
Endstille publie de nombreux albums orientés black metal à commencer par Operation Wintersturm (2002), Frühlingserwachen (2003) et Dominanz (2004) au label suédois Regain Records. Endstille publie ensuite en 2005 l'album Navigator, pressé à 3 000 exemplaires, au label Twilight. En août la même année, 2 000 exemplaires de plus sont vendus. L'album est également publié à l'international via le label Regain Records.
En 2009, le membre-fondateur Iblis quitte le groupe. Les raisons ne sont pas divulguées. Il est remplacé par le chanteur Zingultus,. Le 28 juin 2010 sort leur nouvel album Infektion 1813, initialement prévu pour décembre. En janvier 2011, le groupe signe avec un nouveau label, Season of Mist. Infektion 1813 est publié le 16 mai en Europe, et le 17 mai aux États-Unis. En 2013, le groupe sort un nouvel album studio intitulé Kapitulation 2013.

## Membres

### Membres actuels
- Cruor – basse (depuis 2000)[1]
- Mayhemic Destructor – batterie (depuis 2000)[1]
- Lars Wachtfels – guitare (depuis 2000)[1]
- Zingultus – chant (depuis 2009)[1]
- B. Killed – guitare (depuis 2012)[1]

### Anciens membres
- Iblis – chant (2000-2009)[1]
- Lykaon – guitare (2002)[1]

## Discographie

### Albums studio
- 2002 : Operation Wintersturm
- 2003 : Frühlingserwachen
- 2004 : Dominanz
- 2005 : Navigator
- 2006 : Lauschangriff...
- 2007 : Endstilles Reich
- 2009 : Verführer
- 2011 : Infektion 1813
- 2013 : Kapitulation 2013

### Démo
- 2001 : DEMOn